# Roger Eberhard
Roger Martin Eberhard (* 28. April 1984 in Zürich) ist ein Schweizer Fotograf und Verleger.

## Leben und Werk
Roger Eberhard wuchs in Birmensdorf auf und besuchte die Kantonsschule Enge in Zürich. Von 2003 bis 2008 lebte Eberhard in Nordamerika, erst in Vancouver und ab 2005 in Santa Barbara, Kalifornien, USA, wo er am Brooks Institute studierte.
2008 publizierte der US-amerikanische Verlag Modernbook Editions Eberhards erste Monografie Callas. Für seine Russland-Arbeit So Long Cockaigne erhielt er 2009 den EWZ Selection-Award. Im Jahr darauf erschien beim Zürcher Verlag Scheidegger & Spiess die zweite Monografie Wilted Country (Hrsg. Walter Keller), zu welcher der deutsche Autor Benedict Wells «Three American Road Stories» beisteuerte. Bernhard Schlink stellte Eberhards Fotografien in dessen dritter Monografie, In Good Light (Scheidegger und Spiess, 2011), den Aufsatz «Wahrgenommen werden» voran. Der Peperoni-Verlag veröffentlichte Tumulus (2012), eine Kollaboration Eberhards mit dem kanadischen Künstler James Nizam. Im selben Verlag erschien 2013 das Buch Norma, eine fotografische Auseinandersetzung mit der Hasselwerder Strasse in Hamburg und die Normalisierungs-Theorie von Foucault.
2016 erschien bei Scheidegger & Spiess das Buch Standard, für welches Roger Eberhard in 32 Länder das Standard Zimmer von Hilton Hotels und die Aussicht daraus fotografierte. Die Washington Post nannte das Buch "ein Déjà-vu auf Reisen". Benedict Wells steuerte einen Essay über die Monotonie der Hotels auf Lesereisen bei.
Zusammen mit Ester Vonplon führt Eberhard den von ihm 2012 gegründeten Kunstbuchverlag b.frank books. Es erscheinen pro Jahr 2–4 Bücher, unter anderem von Saâdane Afif, Will Steacy und Jenny Rova.
2020 erschien in der Edition Patrick Frey sein Werk Human Territoriality. Eberhard fotografierte dafür ehemalige Grenzgebiete auf der ganzen Welt und schilderte ihre jeweilige Geschichte. 
Nach längeren Aufenthalten in Berlin und Malta wohnt Eberhard seit 2017 in Zürich.

## Bücher
- 2008, Callas, Modernbook Editions, ISBN 978-0-977882-89-2
- 2009, Und in der Nähe die See, mit Ester Vonplon, im Eigenverlag
- 2010, Wilted Country, Scheidegger & Spiess, Zürich ISBN 978-3-85881-306-0
- 2011, In Good Light, Scheidegger & Spiess, Zürich ISBN 978-3-85881-328-2
- 2012, Tumulus, mit James Nizam, Peperoni Books, Berlin ISBN 978-3-941825-30-7
- 2013, Norma, Peperoni Books, Berlin, ISBN 978-3-941825-47-5
- 2014, Martin Parr Looking at Books, b.frank books, Zürich ISBN 978-3-906217-03-1
- 2016, Standard, Scheidegger & Spiess, Zürich ISBN 978-3-858815-28-6
- 2020, Human Territoriality, Edition Patrick Frey, Zürich ISBN 978-3-907236-00-0